# Synagoge Dobiegniew
Die Synagoge in Woldenberg (polnisch Dobiegniew), eine Stadt in der Woiwodschaft Lebus in Polen, wurde 1858 gebaut, als in Woldenberg noch etwa 120 Juden wohnten. In den 1920er Jahren lebten in Woldenberg nur noch etwa 60 jüdische Bürger.
Sie befand sich in der Junkerstraße 9 Ecke Brunnenstraße. Im Jahr 1924 lebte der Kantor Isidor Pionkowski an der gleichen Adresse. Die Synagoge wurde in der Nacht vom 9. auf den 10. November 1938, der Reichspogromnacht, von den Nazis zerstört.

## Mögliche weitere Synagoge
Möglicherweise war ein ehemaliger zweiständigen Lokschuppen der Bahnstrecke Poznań–Szczecin an der Ulica Tuwima ebenfalls als Synagoge in Gebrauch. Die Strecke wurde am 10. Oktober 1847 bis Woldenburg, der damaligen Endstation, eröffnet. Der Bau aus Ziegelstein besitzt die für Lokschuppen der damaligen Zeit üblichen Rundbogenfenster und Rundfenster an den Giebelseiten mit eingeschriebenem Hexagramm. Die Quellenlage dazu ist uneinheitlich, da die meisten örtlichen Juden in der Zeit des Nationalsozialismus umgebracht wurden.

## Bilder der möglichen Synagoge

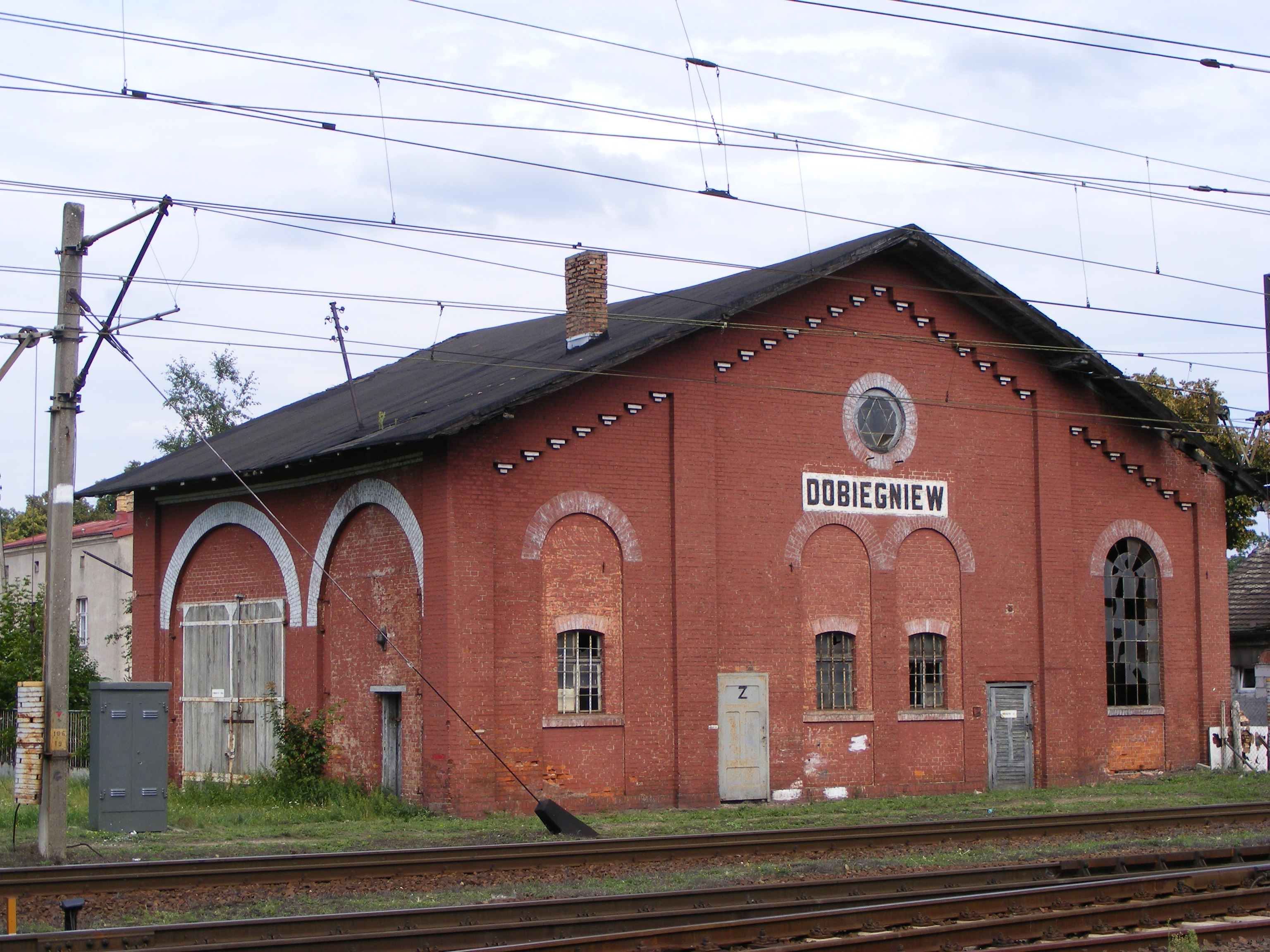
Ehemaliger Lokschuppen in Woldenberg
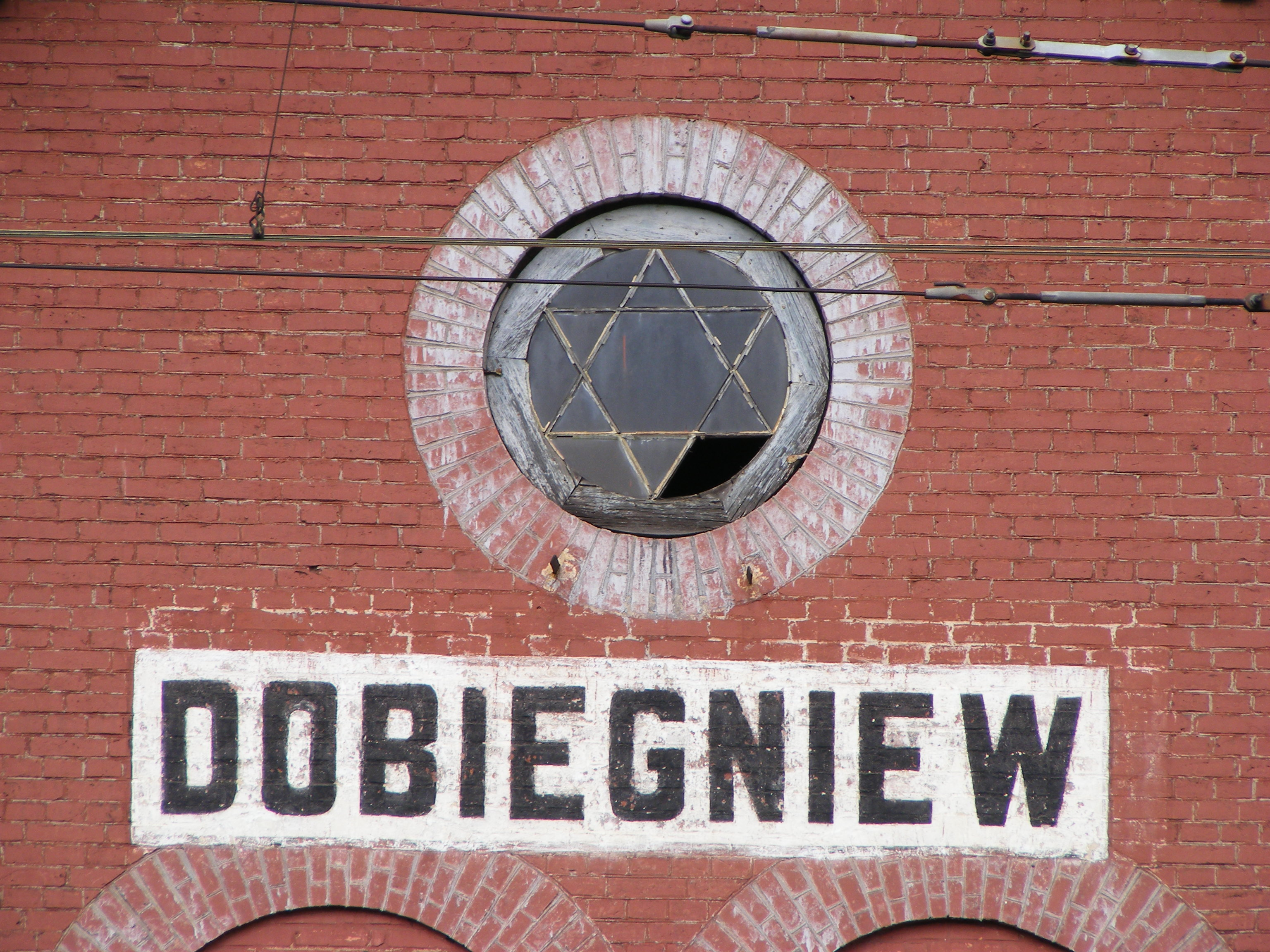
Rundfenster mit eingeschriebenem Hexagramm